# Relaciones Filipinas-México
La República de Filipinas y los Estados Unidos Mexicanos han estado conectados durante más de 500 años desde que formaron parte del Imperio español. Ambas naciones establecieron formalmente relaciones diplomáticas en 1953. Ambas naciones son miembros de la Asociación de Academias de la Lengua Española, Foro de Cooperación de Asia Oriental y América Latina, Foro de Cooperación Económica Asia-Pacífico y las Naciones Unidas.

## Historia
México y Filipinas comparten muchas tradiciones y costumbres, que derivan de lazos establecidos durante siglos. En 1521 Hernán Cortés conquistó el Imperio azteca y en el mismo año, Fernando de Magallanes viajó a Asia y demandó las islas filipinas para la monarquía española. En 1543, después de su descubrimiento, el explorador Ruy López de Villalobos navegó desde Barra de Navidad, México, para reconocer y nombrar estas islas. Fueron nombrados las Islas Filipinas, en honor del rey Felipe II de España.
En 1565, el gobernador Miguel López de Legazpi reclamó las Filipinas como Colonia Española y designó a Manila como su capital en 1571. Debido a su distancia de España, el gobierno español asignó las Filipinas al gobierno al Virreinato de Nueva España durante dos siglos y medio y fue administrado desde la Ciudad de México. La evangelización y el comercio constituyeron el núcleo de lazos intercontinentales entre Asia y América que se materializaron con el comercio con el Galeón de Manila.
Debido al gran intercambio con las Filipinas en aquella época, se adoptaron muchos rasgos culturales entre ellos, con mexicanos permaneciendo en las Filipinas y filipinos permaneciendo en México, particularmente en la costa oeste central, cerca de la ciudad portuaria de Acapulco. Algunas palabras del náhuatl fueron adoptadas y popularizadas en las Filipinas, tales como "Tianggui" (mercado justo) y "Zapote" (una fruta).

### Filipinas bajo el Virreinato de Nueva España
Filipinas se construyó como una colonia española en 1565, cuando Miguel López de Legazpi fue nombrado Gobernador General. Las islas fueron muy remotas, por lo que la Familia Real española encargó la administración del gobierno filipino al Virreinato de Nueva España durante más de dos siglos y medio.
Por lo tanto muchos de los gobernadores filipinos eran mexicano-criollos. El ejército fue reclutado de todas las poblaciones de Nueva España, lo que llevó a la mezcla étnica y cultural entre mexicanos y filipinos. La evangelización y el comercio conectaron América y Asia, ejemplificado por el Galeón de Manila-Acapulco. El comercio entre Cantón y Acapulco pasó por Manila, donde buques chinos llegaron cargados de sedas y porcelana para ser enviados a América, a cambio de plata. Y el intercambio de ideas acompañó el intercambio de productos.

### Relaciones independientes

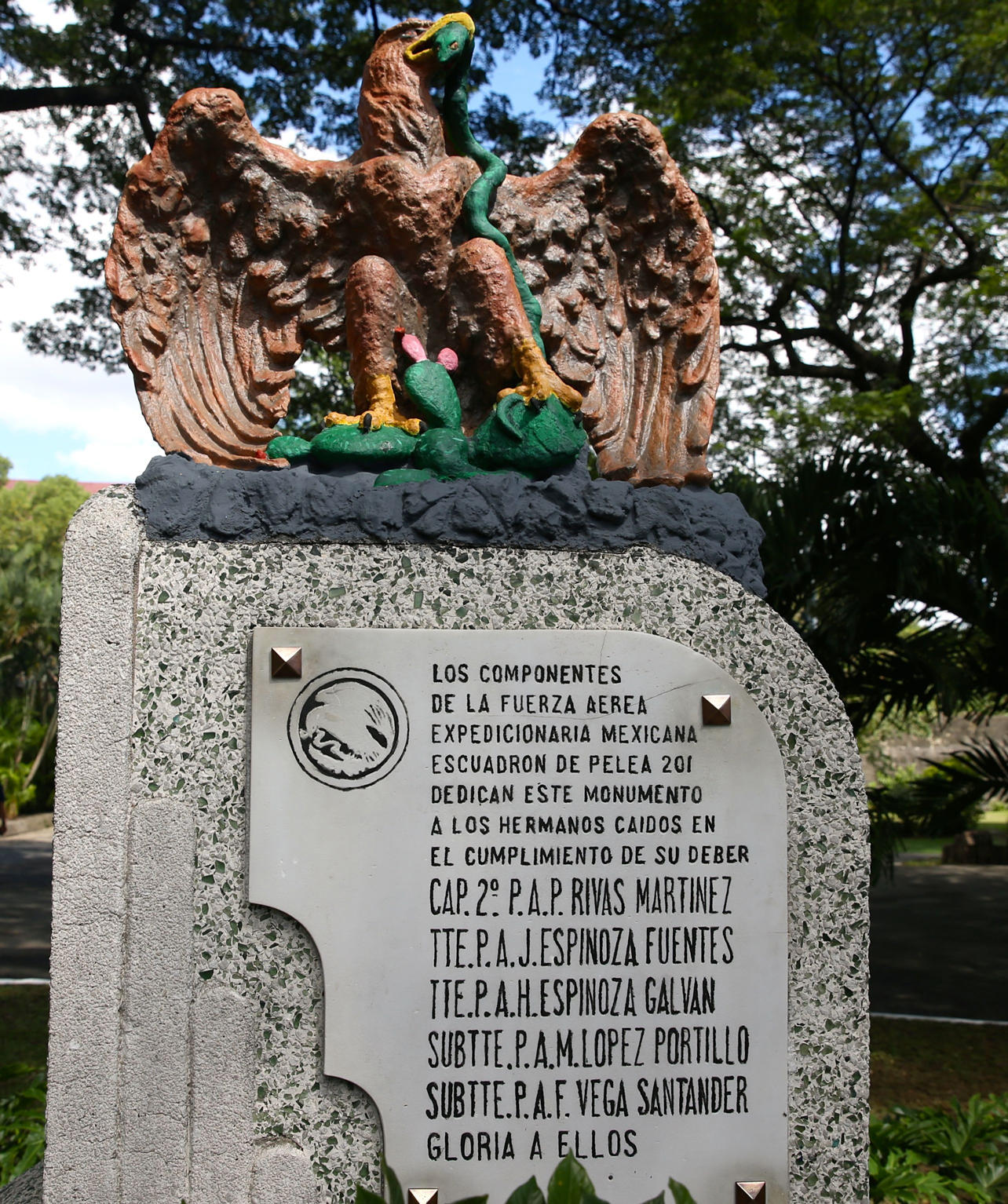
Monumento al Escuadrón 201 de Combate de México en la ciudad de Manila.

Los mexicanos estaban entre los latinoamericanos involucrados con el soldado filipino Andrés Novales y su levantamiento contra España. En el lado mexicano, filipinos como Ramón Fabié habían apoyado a Miguel Hidalgo en la Guerra de Independencia de México. En 1842, después del período colonial, México colocó un representante independiente en Manila. Sin embargo, la primera referencia a un "diplomático" mexicano en las Filipinas se encuentra durante el Porfiriato, con la designación en 1878 de Evaristo Hernández Butler como Cónsul.
Durante Segunda Guerra Mundial, México participó en la Guerra del Pacífico contra Japón y envió al Escuadrón 201, un contingente de la Fuerza Aérea Mexicana, que llegó a Manila el 30 de abril de 1945 y comandado por el coronel Antonio Cárdenas Rodríguez. La fuerza aérea mexicana participó en la Batalla de Luzón.

### Después de la independencia filipina
La independencia de las Filipinas trajo consigo una nueva era de relaciones entre estos países. México envió un enviado para participar en las festividades para celebrar el nacimiento de la nación Sudeste Asiático. Las relaciones diplomáticas entre ambos países se formalizaron el 14 de abril de 1953. El año de 1964 fue decretado el Año de la Amistad Filipino-Mexicana para celebrar el Cuarto Centenario de la Expedición de Miguel López de Legazpi. En la actualidad, la conquista de las Filipinas se considera una iniciativa española, mientras que México es visto como un país de vínculo histórico y amistad, y varios grupos tienen la intención de fortalecer el vínculo entre los dos países.
La Legación de Filipinas en México abrió sus puertas con el Sr. Carlos Gutiérrez Macias como Ministro Extraordinario y Plenipotenciario el 17 de septiembre de 1953. Y la misión fue elevada al rango de embajada el 25 de julio de 1961. Ese mismo año, México abrió una embajada en Manila.
En 2023, ambas naciones celebraron el 70.º aniversario del establecimiento de relaciones diplomáticas.

### Visitas de alto nivel

El presidente filipino Ferdinand Marcos asistió a la Cumbre Norte-Sur en Cancún junto con su homólogo mexicano, el presidente José López Portillo, 1981.

Durante la presidencia de Diosdado Macapagal, el presidente de México Adolfo López Mateos realizó una visita de estado a las Filipinas del 20 al 23 de octubre de 1962, para responder al viaje a México en 1960, por el entonces vicepresidente Macapagal. Durante la visita del presidente López Mateos en Manila, se reunió también con el expresidente Emilio Aguinaldo. 
La presidenta Gloria Macapagal Arroyo visitó México el 21 de noviembre de 2001 para asistir a la conferencia internacional de los partidos cristianos demócratas, en la que el presidente Vicente Fox representó a México. Fue nuevamente la invitada de México, en octubre de 2002, cuando se celebró la Décima Reunión de Líderes del Foro de Cooperación Económica Asia-Pacífico en La Paz, México.
El presidente mexicano Enrique Peña Nieto realizó una visita a las Filipinas el 17 de noviembre de 2015 al margen de la Reunión de Líderes Económicos del Foro de Cooperación Económica Asia-Pacífico en 2015 celebrado en Manila. Durante su visita, el presidente Peña Nieto y el presidente filipino Benigno Aquino III discutieron el refuerzo de las relaciones comerciales y fueron testigos de la firma de acuerdos bilaterales sobre la evitación de la doble tributación, la cooperación turística y la lucha contra el narcotráfico.

## Lista de visitas de alto nivel

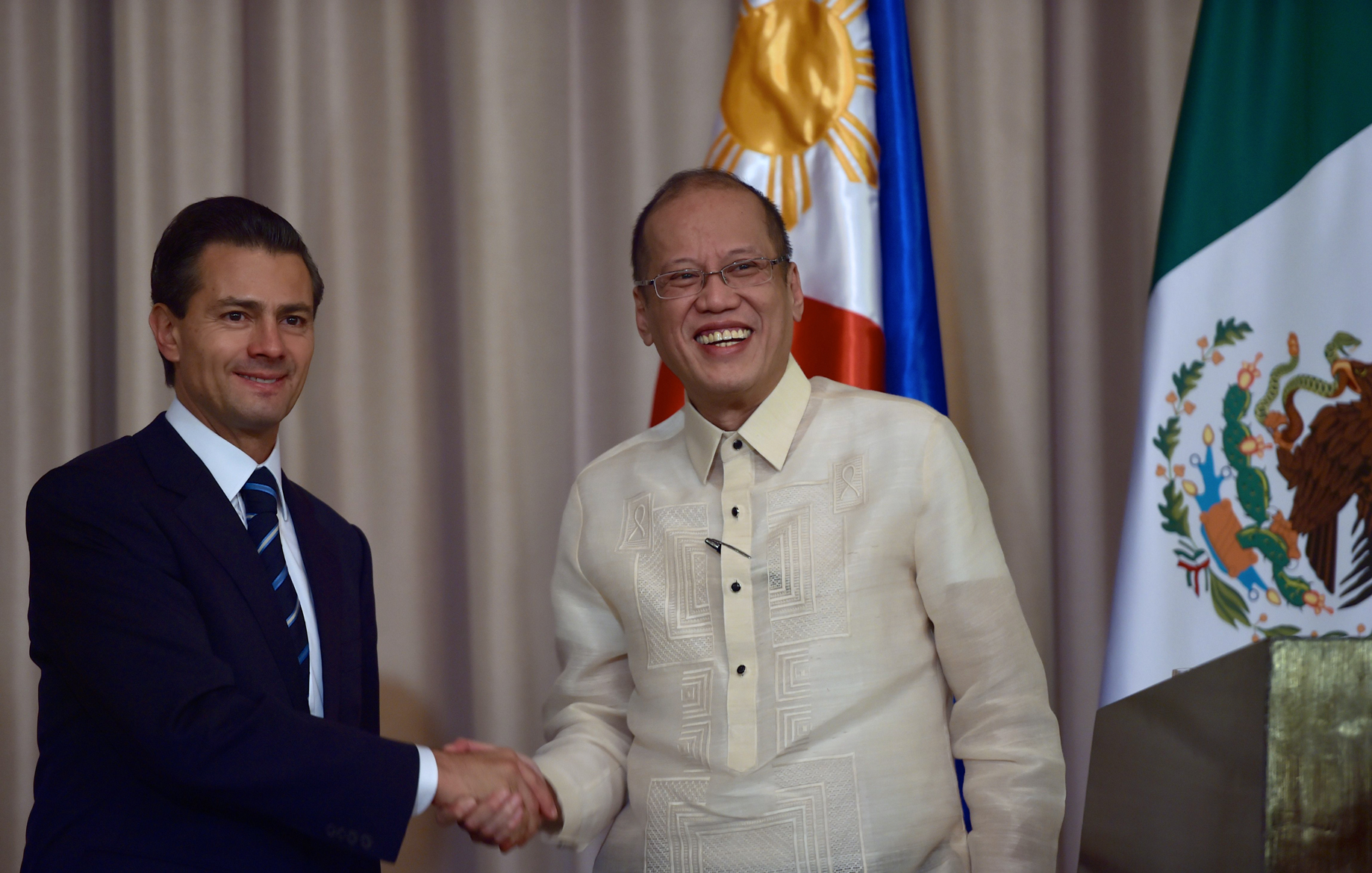
El presidente mexicano Enrique Peña Nieto junto con el presidente filipino Benigno Aquino en Manila; noviembre de 2015.

Visitas presidenciales de México a Filipinas
- Presidente Adolfo López Mateos (octubre de 1962)
- Presidente José López Portillo (noviembre de 1978)
- Presidente Ernesto Zedillo (noviembre de 1996)
- Presidente Enrique Peña Nieto (noviembre de 2015)

Visitas presidenciales desde Filipinas a México<
- Presidente Ferdinand Marcos (octubre de 1981)
- Presidente Fidel V. Ramos (mayo de 1997)
- Presidente Gloria Macapagal-Arroyo (noviembre de 2001 y octubre de 2002)

## Acuerdos bilaterales
Hasta la fecha, México y Filipinas han firmado los siguientes acuerdos:
- Acuerdo de Transporte Aéreo (1952)
- Acuerdo de Intercambios Culturales (1969)
- Acuerdo de Cooperación en Materia de Turismo (1995)
- Acuerdo de Cooperación Técnica y Científica (1997)
- Acuerdo para Suprimir los Requisitos de Visas No-Ordinarias (1997)
- Acuerdo de Cooperación para la Lucha contra el Tráfico Ilícito y el Abuso de Estupefacientes, Sustancias Psicotrópicas y Control de Precursores Químicos (1997)
- Memorando de Entendimiento sobre la Cooperación Académica entre la Secretaría de Relaciones Exteriores de México y el Departamento de Asuntos Exteriores de las Filipinas (1997 )
- Acuerdo sobre Asistencia Administrativa Mutua en Materia Aduanera (2012)
- Acuerdo para Evitar la Doble Imposición en Materia de Impuesto a la Renta y Prevenir la Evasión Fiscal (2015)

## Comercio
En 2023, el comercio bilateral entre ambas naciones ascendió a $3.5 mil millones de dólares. Las principales productos de exportación de las Filipinas a México incluye: máquinas de procesamiento de datos, piezas de maquinaria, motores y generadores, piezas de vehículos de motor, fibras ópticas, neumáticos de caucho, frutas, nueces, verduras y pescado. Las principales productos de exportación de México a la Filipinas incluye: minerales de cobre y sus concentrados; minerales y concentrados de cobre, teléfonos y móviles, productos electrónicos, automóviles y otros vehículos de motor, hierro y acero, medicinas, alcohol, plantas y quesos.
México es el tercer mayor importador de Filipinas en América (después de los Estados Unidos y Canadá) y es el séptimo mayor exportador a Filipinas. La empresa multinacional mexicana Cemex opera en las Filipinas.

## Asociación de la Unesco
A finales de 2014, la idea de nominar la ruta comercial del Galeón de Manila (o Galeón Manila-Acapulco) fue iniciada por el embajador de México ante la Unesco con el embajador de las Filipinas ante la Unesco después de una reunión entre las dos partes durante una proyección documental de los galeones que se llevó a cabo en Cuernavaca, México.
Se celebró una mesa redonda de expertos en la Universidad de Santo Tomás el 23 de abril de 2015 como parte de la preparación de Filipinas para la posible nominación transnacional de la Ruta Comercial del Galeón Manila-Acapulco a la Lista del Patrimonio de la Humanidad. La nominación se hizo en conjunto con México. El encuentro se centró en el tornaviaje, los astilleros de la región de Bicol, la arqueología subacuática, los mapas y cartografía, las fortificaciones en Filipinas, la alimentación, el textil y la dimensión histórica. Los trabajos presentados y discutidos durante la mesa redonda se sintetizaron en un documento de trabajo para establecer el valor universal excepcional de la ruta. La parte mexicana siguió su ejemplo con los preparativos para la designación de la ruta. España también ha respaldado la nominación de la ruta en la Lista del Patrimonio Mundial y también ha sugerido que los archivos relacionados con la ruta en posesión de Filipinas, México y España sean nominados como parte de la Programa Memoria del Mundo de Unesco.
El Museo del Galeón de Manila-Acapulco (o Museo de Galeón) tuvo su inauguración en la capital de Filipinas en 2017. El museo es un prestigioso centro de exhibición e investigación sobre la historia de la globalización, a través de la lente del comercio de galeones y, por tanto, desde los puntos de vista filipino y mexicano. Varias áreas del museo todavía se están construyendo y ampliando.

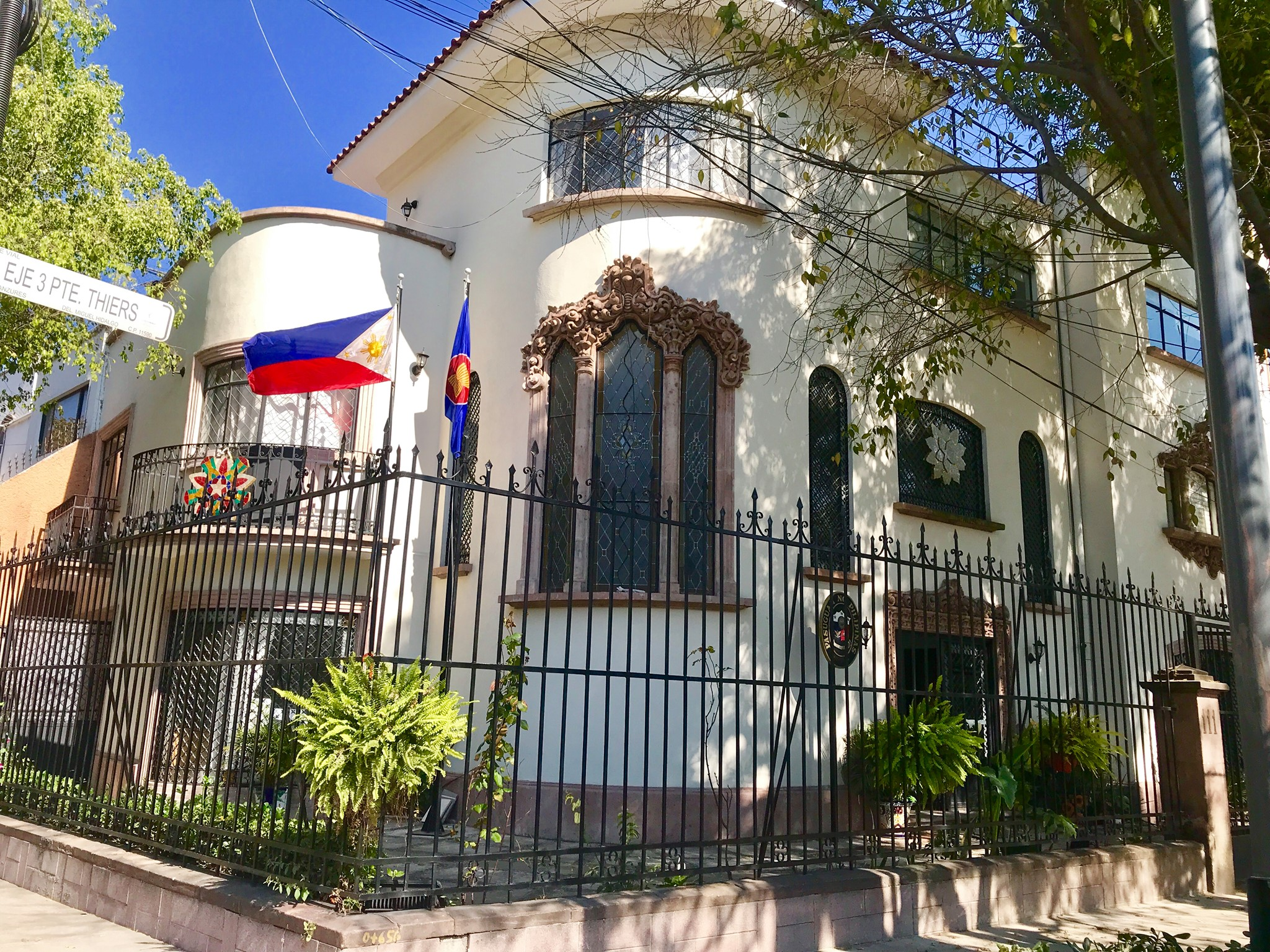
Embajada de las Filipinas en la Ciudad de México

## Misiones diplomáticas residentes
- Filipinas tiene una embajada en la Ciudad de México.[11]
- México tiene una embajada en Manila.[12]